# Ursus 3824 i 3822
Ursus 3822 – ciągniki produkowane w ZPC Ursus przeznaczone na eksport. Ursus 3824 ma napęd na 4 koła.

## Dane techniczne
- Typ silnika: Perkins "Green Engine" 1004-40,
- Liczba cylindrów: 3,
- Moc: 38 kW (52 KM),
- Liczba biegów przód/tył - 8/2,
- WOM (obr./min) - niezależny - 540,
- Siedzisko kierowcy - Grammera,
- Układ kierowniczy hydrostatyczny,
- WOM - 540 obr./min,
- Opony przód/tył: 9.5 R24/14.9 R24,
- Filtr powietrza: suchy Donaldson.